# Ovalisia

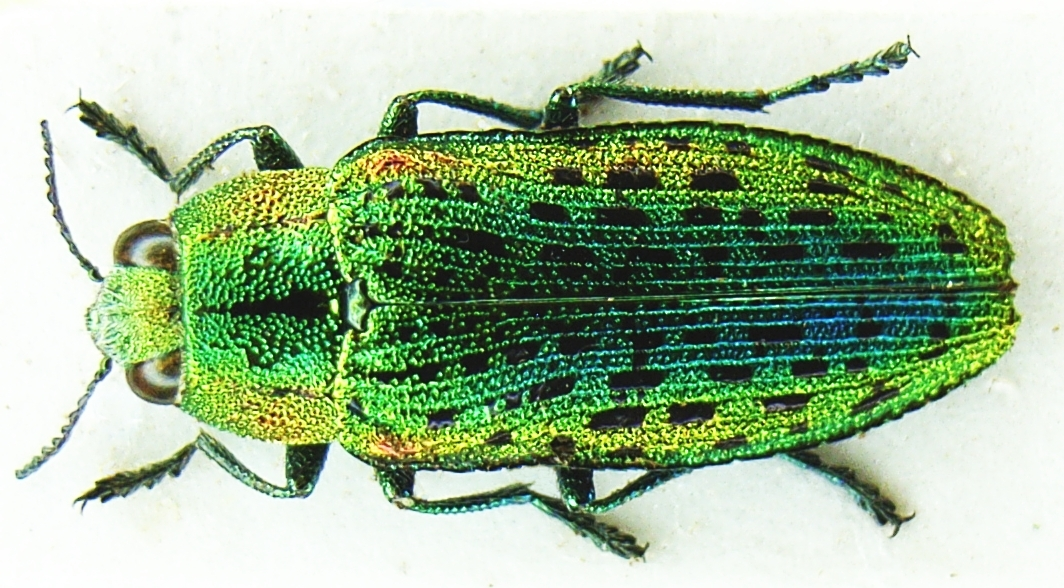
Ovalisia (Scintillatrix) mirifica

Ovalisia — род жуков-златок.

## Распространение
Евразия, северная Африка.

## Описание
Зелёные или сине-зелёные златки. Длина 4 - 19 мм. В России около 12 видов, половина из них на Дальнем Востоке. Ранее рассматривались в составе рода Poecilonota Eschscholtz, 1829. По системе Волковича род Ovalisia (у него как Palmar Schaefer, 1949 (= Ovalisia auct.)) относится к трибе Poecilonotini подсемейства Chrysochroinae.

## Синонимы
- = Castalia Laporte & Gory 1837
- = Dendrochariessa Gistel 1848
- = Lampra Lacordaire 1835
- = Scintillatrix Obenberger 1956

## Виды Европы
В Европе около 10 видов .
- Подрод Palmar Schaefer, 1949 [4]
  - Ovalisia balcanica
  - Ovalisia cretica
  - Ovalisia festiva
- Подрод Scintillatrix Obenberger, 1956 [5]
  - Ovalisia achaica
  - Ovalisia dives
  - Ovalisia gloriosa
  - Ovalisia mirifica
  - Ovalisia rutilans
  - Ovalisia solieri